# 아라이촌 (효고현)
아라이촌(荒井村)은 효고현 가코군에 설치되었던 촌이다. 현재의 다카사고시에 해당한다.